# Tour della nazionale maschile di rugby a 15 dell'Australia 1990
Nel 1990, la nazionale australiana continua la preparazione per la Coppa del Mondo di rugby 1991, che vincerà, con un tour in Nuova Zelanda.
Il bilancio dei Test match vede il successo degli All Blacks che conservano la Bledisloe Cup.
Malgrado abbiano mancato questo obiettivo, il tour fu altamente positivo. Dopo un inizio stentato (3 sconfitte nei primi 4 match, di cui peraltro 2 contro le più forti provincie neozelandesi e contro gli All Blacks) la squadra crebbe notevolmente con 6 successi in 8 match, compreso il terzo test contro gli All Blacks, nel quale questi ultimi interruppero la loro serie record di 23 vittorie consecutive nei test match.

## La squadra
L'aver previsto anche nei mid-week match delle sfide impegnative, favorì la crescita di nuovi giocatori che costituiranno l'ossatura della squadra campione del mondo nel 1991.
Tra questi Tim Horan e Viliame Ofahengaue, giocatore nato a Tonga, cresciuto in Nuova Zelanda (giocò nella nazionale studentesca nel 1988), ma poi trasferitosi in Australia (all'epoca bastava un anno di residenza per essere "equiparabile").
- Capitano

Nick Farr-Jones
- Coach

Bob Dwyer
- Manager

A. Conway
- Estremi

G. Martin Queensland
David Campese New South Wales
- Tre quarti

I. Williams New South Wales
J.Flett New South Wales
Paul Carozza Queensland
Tim Horan Queensland
D. Junee New South Wales
A. Herbert Queensland
P. Cornish A.C.T.
D.Maguire Queensland
- Mediani

Micahel Lynagh Queensland
D. Knox New South Wales
Nick Farr-Jones New South Wales
P. Slattery Queensland
A.Cairns  (*)  New South Wales
- Avanti

M.Mcbain Queensland
P. Kearns New South Wales
G, Didier A.C.T.
E.McKenzie New South Wales
M.Ryan Queensland
A.Daly New South Wales
T.Coker Queensland
Q.Campbell Queensland
R.McCall Queensland
P.FitzSimmons New South Wales
J.Ross A.C.T.
Viliame Ofahengaue New South Wales
S.Scott-Young Queensland
B. Nasser Queensland
S, Tuynman New South Wales
B.Gavin New South Wales
 (*)  Sostituto chiamato durante il tour

## Risultati
| Arbitro: | M. Thompson |

|                   |      |               |
| R.Gordon, Monkley | mt   | Knox, Campese |
| Cooper 2          | tr   | Knox          |
| Cooper 3          | c.p. |               |

| Arbitro: | L.MacLachan |

|        |      |                  |
| Wright | mt   | Carozza, Herbert |
|        | tr   | Lynagh           |
| Fox 4  | c.p. |                  |

| Arbitro: | C.Hawke |

|                                                                 |    |                 |
| Williams 2, Flett 2 Cornish 2, Scott-Young 2 Knox, Maguire Ryan | mt |                 |
|                                                                 | tr | Knox 8, Cornish |

Niente da fare per i "Wallabies" nel primo match. Malgrado la sorprendente esclusione del capitano Shelford, gli All Blacks vincono ancora più nettamente di quanto non dica il punteggio, limitato da sette errori su 9 calci di Grant Fox.
| Arbitro: | J.Fleming |

| |            | |
| Fitzpatrick, Innes Crowley, Kirwan | mt         | |
| Fox | tr         | |
| Fox | c.p.       | |
| 15.Kieran Crowley, 14.John Kirwan, 13.Craig Innes, 12.Walter Little, 11.Terry Wright, 10.Grant Fox, 9.Graeme Bachop, 8.Zinzan Brooke, 7.Mike Brewer, 6.Alan Whetton, 5.Gary Whetton (cap) , 4.Ian Jones, 3.Richard Loe, 2.Sean Fitzpatrick, 1.Steve McDowell | Formazioni | 15.Greg Martin, 14.Ian Williams, 13.Tim Horan, 12.Paul Cornish, 11.David Campese, 10.Michael Lynagh, 9.Nick Farr-Jones (cap) , 8.Tim Gavin, 7.Steve Tuynman, 6.Willie Ofahengaue, 5.Peter FitzSimons, 4.Rod McCall, 3.Ewen McKenzie, 2.Phil Kearns, 1.Tony Daly |

| Arbitro: | G.Smith |

|  |      |                        |
|  | mt   | Junee 2m Flett , Ddier |
|  | tr   | Knox 4                 |
|  | c.p. | Knox 2                 |

| Arbitro: | D.Bishop |

|             |      |                |
| Timu, Cooke | mt   | Cornish, gavin |
|             | tr   | Lynagh 2       |
| Cooper 4    | c.p. | Lynagh 4       |

| Arbitro: | D. Bishop |

|                              |      |                               |
| C. Philips, Woodman, Seymour | mt   | Carozza, Williams, Ofehebgaue |
| Watts                        | tr   | Knox 3                        |
|                              | c.p. | Knox 2                        |

Dopo il primo test, l'Australia è cresciuta e il secondo confronto è assai più equilibrato, soprattutto nel primo tempo. Ma una serie di errori (clamoroso quello di Flett, che perde palla nell'area di meta avversaria) relegano dietro gli australiani.
| Arbitro: | R.Hoquet |

| |            | |
| Fitzaptrick, Brooke Bachop | mt         | Horan, Ofahengaue |
| Fox 3 | tr         | |
| Fox 2 | c.p.       | Lynagh |
| Fox | drop       | Lynagh |
| 15.Kieran Crowley, 14.John Kirwan, 13.Craig Innes, 12.Walter Little, 11.Terry Wright, 10.Grant Fox, 9.Graeme Bachop, 8.Zinzan Brooke, 7.Mike Brewer, 6.Alan Whetton, 5.Gary Whetton (cap) , 4.Ian Jones, 3.Richard Loe, 2.Sean Fitzpatrick, 1.Steve McDowell, sostituti: , Kevin Schuler | Formazioni | 15.David Campese, 14.John Flett, 13.Anthony Herbert, 12.Tim Horan, 11.Paul Carozza, 10.Michael Lynagh, 9.Nick Farr-Jones (cap) , 8.Tim Gavin, 7.Brendon Nasser, 6.Willie Ofahengaue, 5.Bill Campbell, 4.Rod McCall, 3.Ewen McKenzie, 2.Phil Kearns, 1.Tony Daly |

| Arbitro: | D.Bishop |

|          |      |                 |
|          | mt   | Junee, Williams |
| Feeney 4 | c.p. | Knox 4          |
|          | drop | Knox            |

| Arbitro: | J.Taylor |

|         |      |                      |
|         | mt   | Ross, Maguire, Flett |
|         | tr   | Lynagh 3             |
| Crowley | c.p. | Lynagh 3             |

| Arbitro: | T. Marshall |

|           |      |         |
| Kaui      | mt   | Tuynman |
| Crossan   | tr   |         |
| Crossan 2 | c.p. |         |

Dopo 23 incontri ufficiali e 50 match totali, la Nuova Zelanda viene battuta. Non succedeva dal novembre 1986. In una giornata ventosa, Michael Lynagh guida gli australiani al successo realizzando sei calci in successione dopo un primo errore. Il successo arriva nel secondo tempo con un parziale di 15-0. Poi al 44' una meta di Kearn dà all'Australia il vantaggio, incrementato e difeso proprio dai calci di Lynagh.
| Arbitro: | R. Hourquet |

| |            | |
| | mt         | Kearns |
| Lynagh | tr         | |
| Fox 2 | c.p.       | Lynagh 5 |
| Fox | drop       | |
| 15.Kieran Crowley, 14.John Kirwan, 13.Craig Innes, 12.Walter Little, 11.Terry Wright, 10.Grant Fox, 9.Graeme Bachop, 8.Zinzan Brooke, 7.Mike Brewer, 6.Alan Whetton, 5.Ian Jones, 4.Gary Whetton (cap) , 3.Richard Loe, 2.Sean Fitzpatrick, 1.Steve McDowell | Formazioni | 15.David Campese, 14.John Flett, 13.Tim Horan, 12.Anthony Herbert, 11.Paul Carozza, 10.Michael Lynagh, 9.Nick Farr-Jones (cap) , 8.Tim Gavin, 7.Sam Scott-Young, 6.Willie Ofahengaue, 5.Bill Campbell, 4.Rod McCall, 3.Ewen McKenzie, 2.Phil Kearns, 1.Tony Daly |

## Il Tour degli "Emerging Wallabies"
Ad ottobre-novembre, una selezione di giocatori emergenti viene inviata in Europa. Fa parte della squadra anche Julian Gartner che vestirà poi la maglia della nazionale italiana.
| Standford 31 ottobre 1990 | England Students | 6 – 22 | Emerging Wallabies |  |

| 4 novembre 1990 | Inghilterra B | 12 – 12 | Emerging Wallabies |  |

| Bourg-en-Bresse 7 novembre 1990 | France Prov XV | 14 – 15 | Emerging Wallabies |  |

| Perpignano 11 novembre 1990 | Francia B | 17 – 22 | Emerging Wallabies |  |

| Treviso 14 novembre 1990 | Italia XV | 19 – 18 | Emerging Wallabies |  |

| Hilversum 17 novembre 1990 | Paesi Bassi | 12 – 32 | Emerging Wallabies |  |

| Barcellona 21 novembre 1990 | President XV | 3 – 76 | Emerging Wallabies |  |

| Madrid 25 novembre 1990 | Spagna | 3 – 36 | Emerging Wallabies |  |